# سوق مطرح

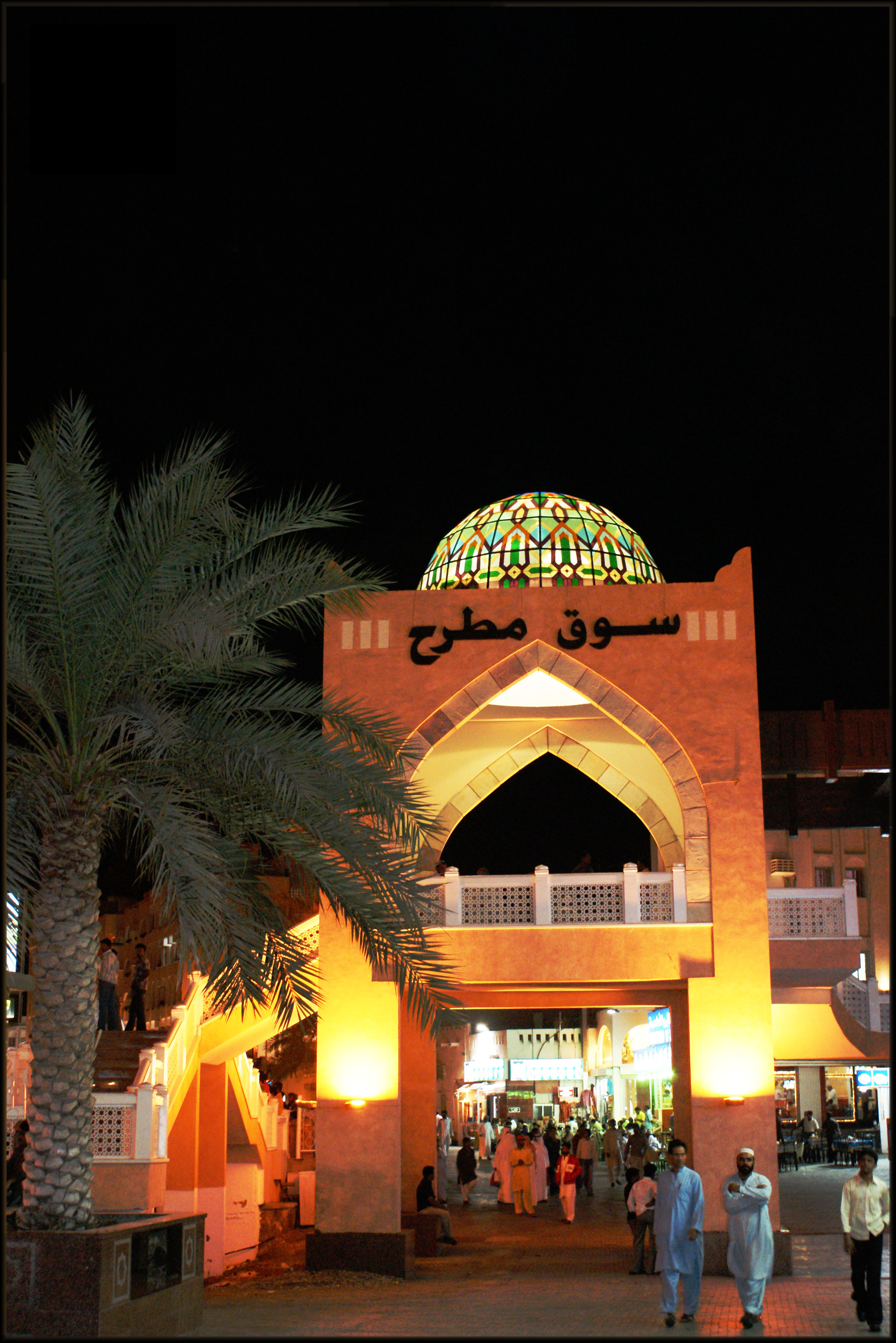
واجهة سوق مطرح.

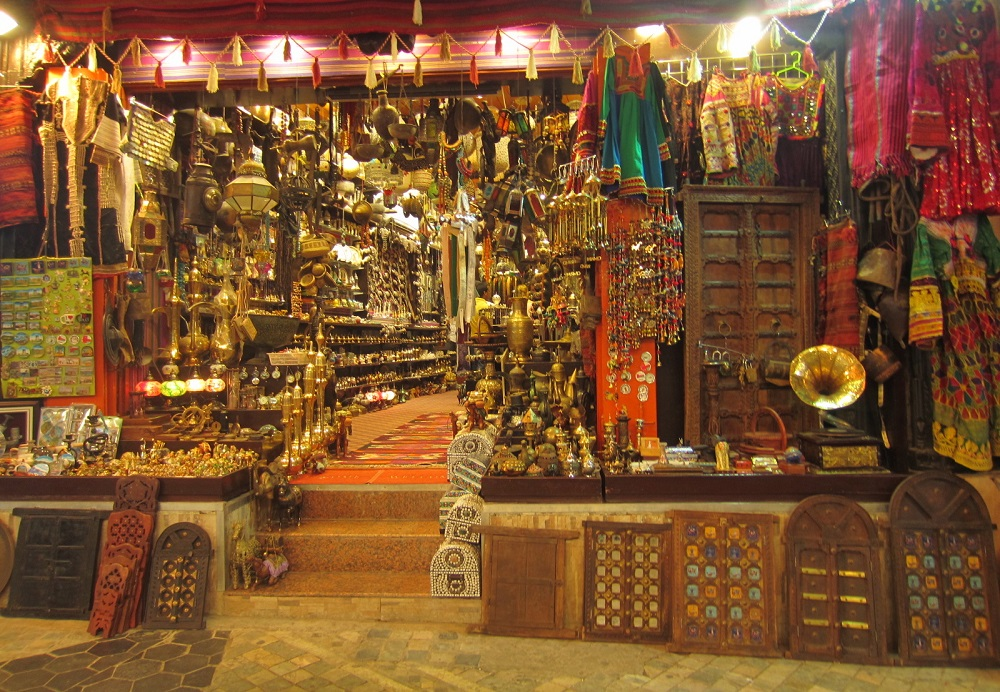
سوق مطرح

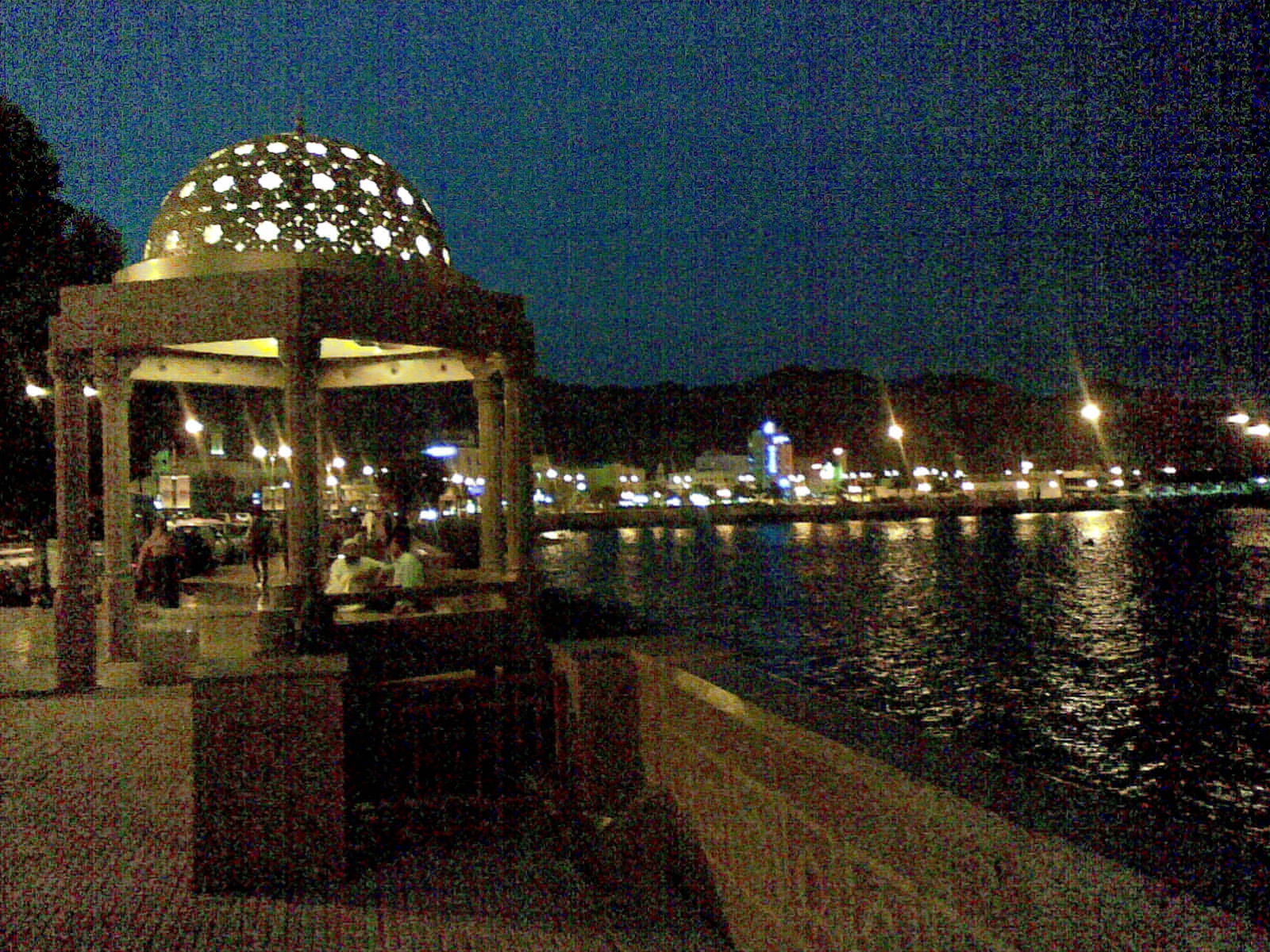

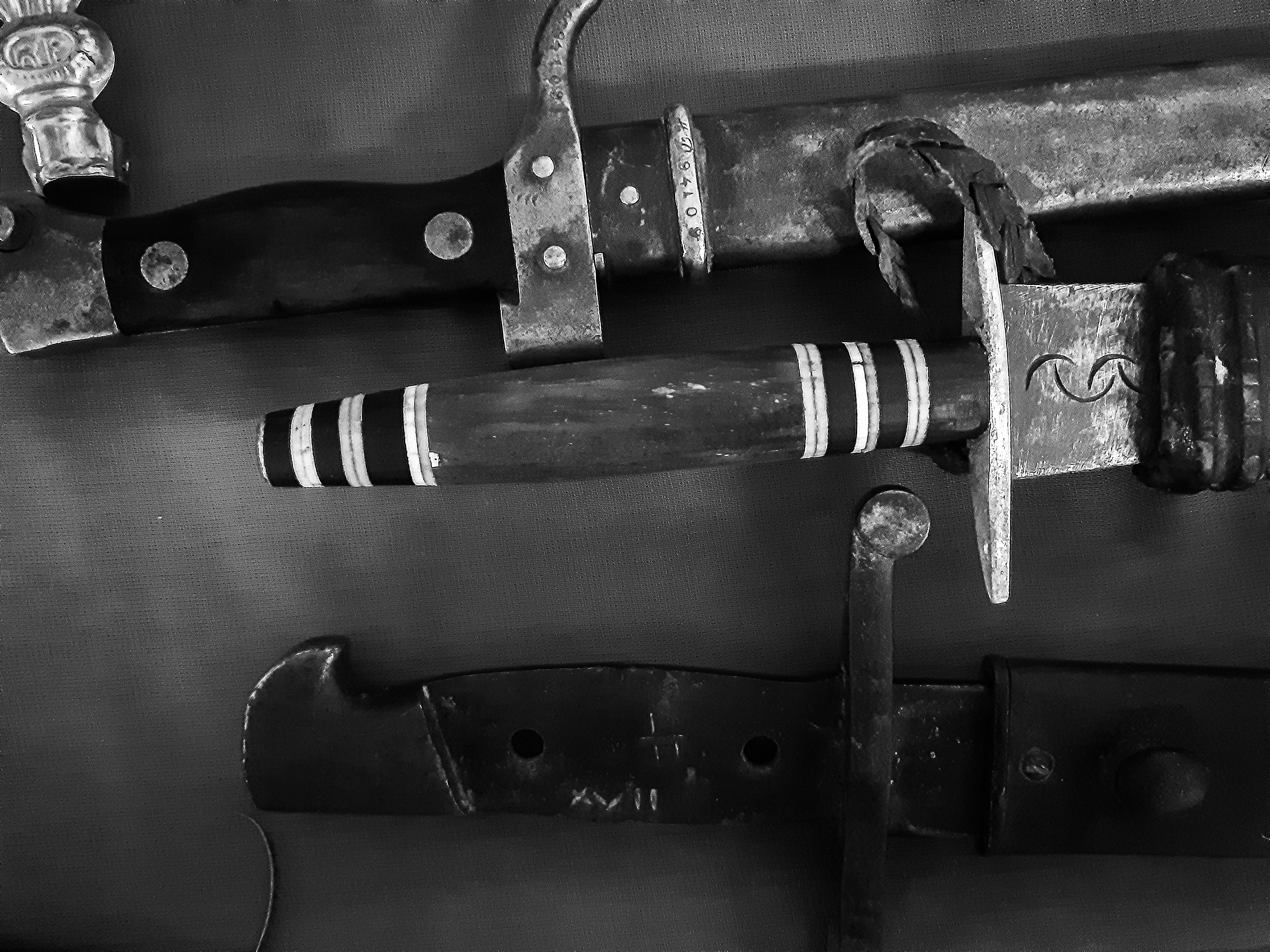
خناجر قديمه

سوق مطرح يُعتبر من أقدم الأسواق في سلطنة عُمان ويقع في منطقة مطرح يرجع تاريخ نشأة هذا السوق إلى حوالي مائتي عام. ولا يمكن رؤية السوق من الخارج، فهو امتداد عميق داخل المدينة، يبدأ ببوابة تواجه بحر عُمان وطريق مطرح البحري، وينتهي ببوابة أخرى على المدينة القديمة من الجانب الذي تستقبل منه زوارها القادمين من غالبية القرى والمدن العُمانية.

## وصفه ومكوناته وتسمياته
يُعتبر سوق مطرح نموذجًا للأسواق الشرقية القديمة إذ يمتاز بممراته الضيقة المتعرجة المسقوفة بالخشب. وللسوق تسمية أخرى معروفة بين أهل البلد وهو سوق الظلام، ويرجع السبب لإطلاق هذه التسمية لكثرة الأزقة والسكك التي كانت تصطف عليها المتاجر، بحيث تحجب عن هذه الأزقة أشعة الشمس خلال النهار وتتضاعف العتمة في الأيام الغائمة فيحتاج حينها السائر إلى ضوء مصباح لكي يحدد خطواته. أما تسمية سوق الظلام فتطلق تحديدًا على الجزء الذي يمتد من مسجد الرسول الأعظم إلى خور بمبة، وهناك تسمية أخرى لهذا السوق بشقيه الغربي والشرقي التي تفصل بينهمـا فتحـة خور بمبة، وهي السوق الصغير والسوق الكبير، وسوق الظلام هو السوق الصغير، أما السوق الكبير فهو سوق الجملة.

## محتوياته

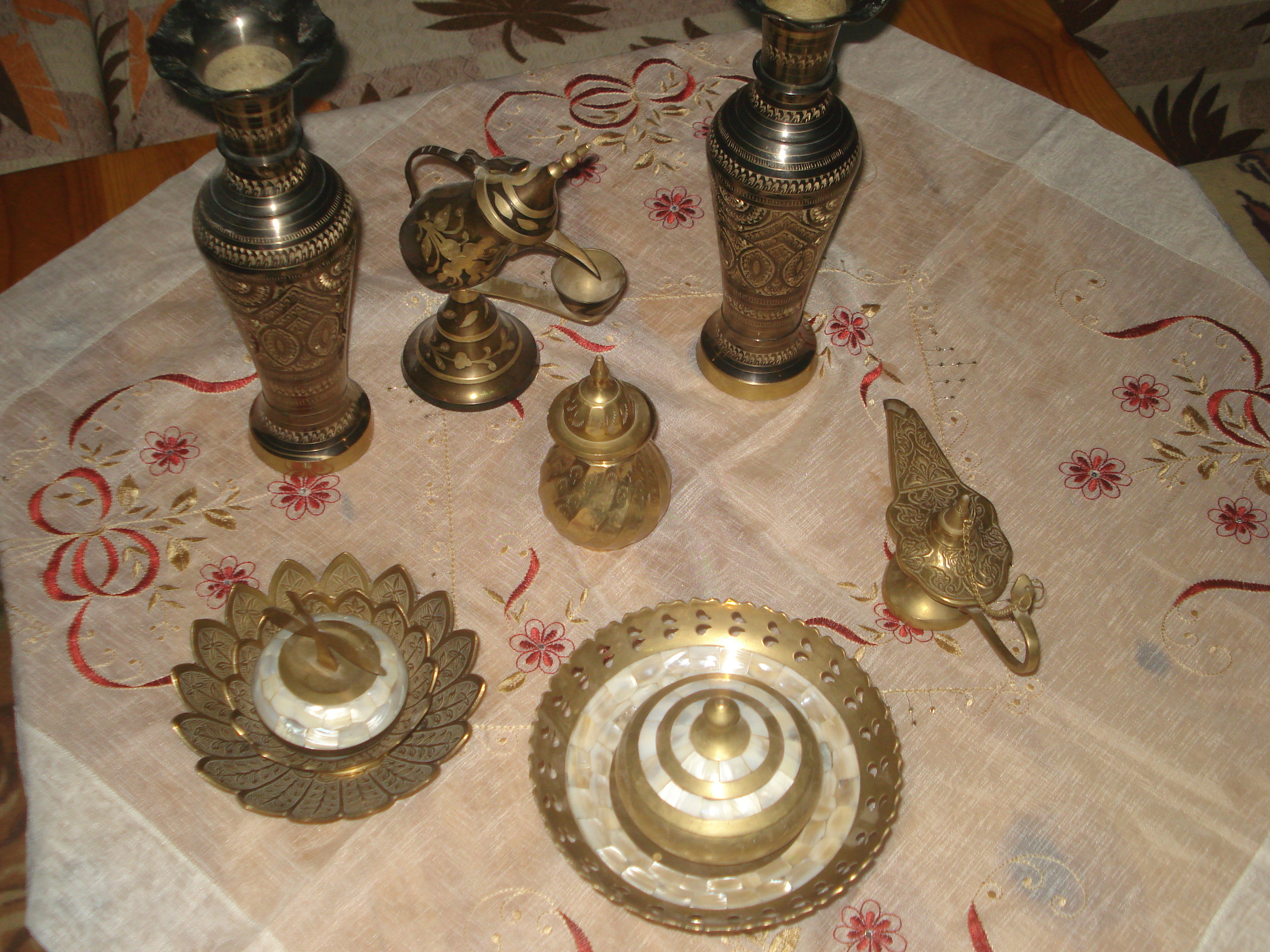

وتنبعث من السوق دوما روائح اللبان والبخور والعطور العربية، وهو يتميز بتنوع معروضاته سواءً من المشغولات اليدوية كالفضيات والخناجر والأقمشة التقليدية والأواني النحاسية والفخارية والملابس والأحذية وغيرها، هذا بالإضافة إلى الحلوى العُمانية الشهيرة، والبهارات المتنوعة، والمجامر (الوعاء الذي يحرق فيه البخور أو اللبان).

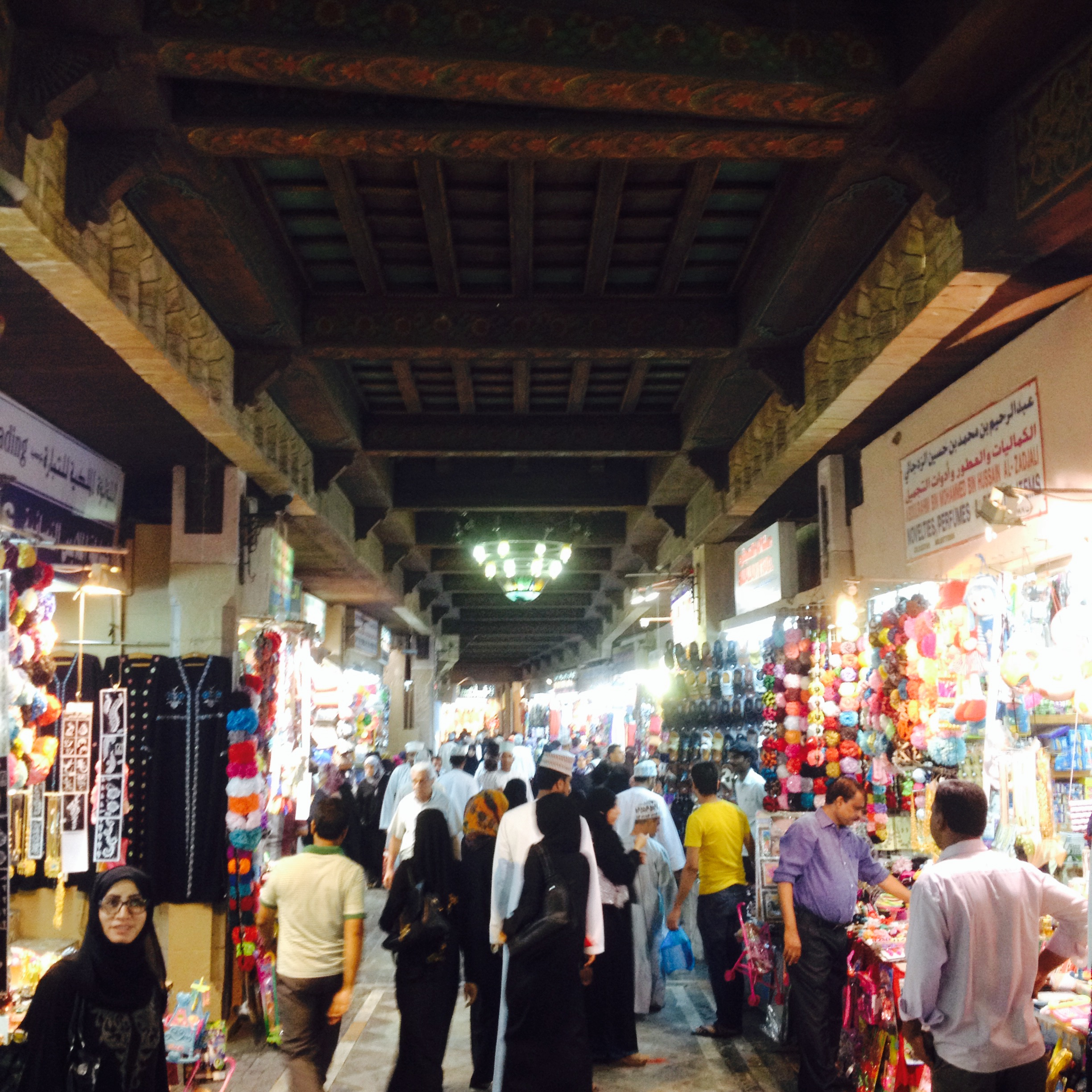
منظر من داخل سوق مطرح.

## تاريخه
في الماضي كانت المحلات في السوق تقتصر على تلك التي تبيع السمك المشوي والحلوى والاقمشة، ولم تنتشر المحلات المتخصصة ببيع الفضيات والمشغولات التقليدية إلا قبل نحو 30 عامًا عندما بدأت سلطنة عُمان تنفتح أكثر على العالم الخارجي وبدأت تستقبل زوارًا وسياحًا من مختلف الجنسيات. ولطالما كان سوق مطرح في الماضي يعتمد على سكان المناطق الداخلية في سلطنة عُمان، حيث كان السوق يمد أهل عمان بما يحتاجونه في حدود ومتطلبات المجتمع العماني في مرحلة الستينيات من القرن الماضي، كما كانت معظم البضائع التي ترد إلى السوق تستورد من الخارج بالإضافة إلى بعض السلع التي كانت تأتي من الداخل مثل النسيج والخضار والفواكه ومنتجات النخيل.

## بناء السوق في الماضي والحاضر

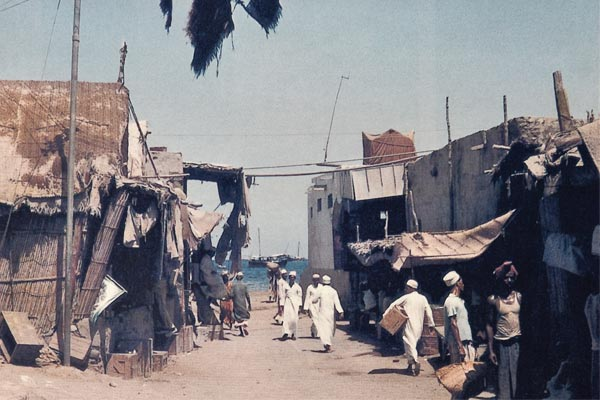
سوق مطرح قديما

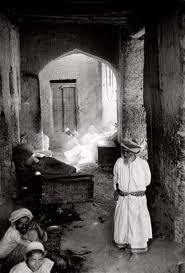
الرجال قديما في سوق مطرح

كان بناء السوق في السابق من الطين وسعف النخيل، وهي المواد التي كانت تلائم ارتفاع درجات الحرارة وظروف البيئة الصعبـة في ذلك الوقت، وقد قامت بلدية مسقط أخيرًا بتجميله وتجديده من خلال تزيينه بزخارف مستوحاة من الملامح العمانية مستخدمة في ذلك خامات من البيئة المحلية ليحافظ على طابعه الشعبي المميز، بالإضافة إلى قيام البلدية برصف طرقاته وسككه وأزقته لتوفير الراحة للمرتادين والمتسوقين وزوار السوق. وشمل التطوير مجموعة من العناصر والأماكن الرئيسية بالسوق بما يبرز الملامح المعمارية العمانية الإسلامية، حيث تضمن المشروع عـمل أسقف بأشكال مستوحاة من السقوف العمانية التقليدية، كما تمت إعـادة وضع السلالم بشكل منظم أمام المحلات بأشكال هندسية جديدة وجذابة، بالإضافة إلى تنسيق شكل ولون واجهات المحلات التجارية ومواد البناء المستخدمة، وكذلك توحيد لوحات المتاجر من حيث الأبعـاد والبروز والشكل، وكذلك قامت البلدية بإعـادة تصميم مداخل السوق عـلى شكل أقواس عمانية وتوحيد المنظر العام لها.